# Убойное Рождество Гарольда и Кумара
«Убойное Рождество Гарольда и Кумара» (англ. A Very Harold & Kumar 3D Christmas) — американская комедия 2011 года режиссёра Тодда Штрауса-Шульсона. Продолжение фильма 2004 года «Гарольд и Кумар уходят в отрыв» и фильма 2008 года «Гарольд и Кумар 2: Побег из Гуантанамо». Фильм вышел на экраны 4 ноября 2011 года и является первой частью серии, показанной в 3D.

## Сюжет
Прошло шесть лет после приключения в проливе Гуантанамо. Как-то к Кумару по ошибке приходит посылка, адресованная Гарольду, и он отправляется к нему, чтобы лично вручить её Гарольду. Приехав к нему, Кумар умудряется спалить дотла призовую рождественскую ель тестя Гарольда. И теперь друзьям нужно найти новую ёлку в самый канун Рождества.

## В ролях
| Актёр             | Роль                               |
| ----------------- | ---------------------------------- |
| Кэл Пенн          | Кумар Патель                       |
| Джон Чо           | Гарольд Ли                         |
| Паула Гарсес      | Мария Перес-Ли                     |
| Дэннил Харрис     | Ванесса Фаннинг                    |
| Нил Патрик Харрис | "Нил Патрик Харрис"                |
| Дэвид Бартка      | в роли самого себя                 |
| Дэвид Крамхолц    | Сет Голдштейн                      |
| Эдди Томас        | Энди Розенберг                     |
| Элиас Котеас      | Сергей Кацов                       |
| Паттон Освальд    | Ларри Юстон Санта-Клаус в магазине |
| Томас Леннон      | Тодд                               |
| Дэнни Трехо       | Мистер Перес отец Марии            |
| RZA               | Ламар                              |
| Ричард Рили       | Санта-Клаус                        |
| Бретт Гельман     | Режиссёр                           |
| Джейк Джонсон     | Иисус Христос                      |

- Джон Чо и Кэл Пенн для рекламы фильма ездили по разным студенческим городкам, выбранным путём голосования, в каждом из которых останавливались, чтобы повеселиться.[1]
- Фильм получил 72 % положительных отзывов от 97 критиков на Rotten Tomatoes. Рейтинг фильма в среднем составил 6,2 из 10.[2]

## Сборы
Бюджет фильма составил $19 млн. Сборы в США составили $28 335 280.